# Un long long chemin
 (août 2023).
Un long long chemin (titre original : A long long way) est un roman de l'auteur irlandais Sebastian Barry, qui se déroule pendant la Première Guerre Mondiale. Il est paru le 3 février 2005.

## Résumé
Ce roman relate l'histoire de Willie Dunne, fils d'un policier dublinois. Trop petit pour devenir policier comme son père, il s'engage comme volontaire dans le régiment des Fusiliers Royaux de Dublin. Il quitte son pays pour combattre dans les tranchées, notamment dans les Flandres. Mais dans le même temps, l'Irlande s'embrase, révoltée contre l'Angleterre qui leur a promis un Home Rule qui ne vient pas.

## Accueil
Un long long chemin a été sélectionné dans la shortlist du Booker Prize 2005 